# Mauro Zárate
Mauro Matías Zárate Riga, né le 13 mars 1987 à Haedo (près de Buenos Aires), est un footballeur argentino-italiano-chilien jouant au poste de prédilection d'attaquant.

## Carrière

### Début de carrière
Mauro Zarate commence la pratique du football avec ses trois frères Sergio, Ariel et Rolando, qui jouent dans les équipes CA Vélez Sársfield. En 1999, il intègre le centre de formation de Vélez Sársfield en 1999. En 2001, il quitte l'Argentine et rejoint les équipes de jeunes de la Lazio de Rome en Italie. Il y reste deux ans puis il retourne au Vélez Sársfield.

### Vélez Sársfield
Mauro joue son premier match de première division à seulement 16 ans et demi, et inscrit son premier but lors de sa première saison. Ses rares apparitions laissent présager que son talent sera gâché à cause de sa technique qu'il ne met pas au profit de son équipe. Puis il murit et commence à participer et à être de plus en plus fréquent sur la feuille de match, jusqu’à devenir l’élément essentiel de l'équipe puisqu'il devient (à 18 ans) Champion d'Argentine en 2005 et Meilleur Buteur en 2006. À l'été 2007, toute l'Europe veut s'arracher les services du jeune prodige Argentin, mais Mauro va choisir la sécurité financière et partir pour le Qatar.

### Al Saad Doha
Le 18 juin 2007, il s'engage pour deux saisons avec le club qatari d'Al Sadd Doha pour 10 M$, qui lui permettra d'après son agent « une sécurité financière, pour lui et toute sa famille ». Dans le Golfe, il démontre son talent, et son sens du but, comme il l'avait déjà prouvé en Argentine avec ses 22 réalisations. Après six mois passés au Qatar il se sent mal et décide de partir en prêt lors du mercato hivernal en Angleterre au club de Birmingham City qui est au plus mal dans cette saison 2007-2008.

### Birmingham City
Le 21 janvier 2008, il rejoint le club anglais de Birmingham City, où il est prêté jusqu'à la fin de la saison. Il y fait ses débuts le 29 janvier face à Sunderland (défaite 2-0). Il inscrit son premier but le 22 mars contre Reading, puis réalise son premier doublé la semaine suivante face à Manchester City. À la suite de la descente de Birmingham en seconde division, son prêt n'est pas levé.

### SS Lazio
Le 5 juillet 2008, il signe à la Lazio Rome, où il est prêté avec option d'achat. Pour ses débuts avec la Lazio, il inscrit un doublé contre Cagliari. Lors de sa première rencontre au Stadio Olimpico, il marque de nouveau. Il réalise de très belles prestations avec la Lazio, il devient l'idole de tout un stade, en marquant un très beau but lors du derby entre la Lazio Rome et l'AS Rome. Il marque 13 buts en 36 matchs en Championnat d'Italie pour sa première saison.
En mai 2009, la Lazio Rome achète Mauro Zárate à Al Sadd pour 23,5 millions d'euros malgré le pressing de gros clubs européens.
Zarate signe un contrat de 5 ans avec un salaire de deux millions d'euros net par saison.
Lors de la saison 2009-2010, Mauro réalise une saison discrète et ne continue pas sur sa lancée de la saison précédente. Des prestations décevantes et un manque de réalisme lui font perdre la confiance de son entraîneur.
Le début de saison 2010-2011 n'est guère mieux seulement 3 buts lors de l'année 2010, relégué au rang de remplaçant par Edoardo Reja avec qui il est souvent en conflit, il lui est notamment reproché d’être trop individualiste.
L'année 2011 sonne la révolte du petit attaquant Argentin, il montre que ses prestations sont efficaces et marque face à AC Cesena, il fait une entrée remarquée à l'heure de jeu face à Catane en délivrant deux passes décisives et en marquant un magnifique coup franc qui est sa spécialité. Il retrouve son rendement et enchaîne les bonnes prestations, sur les neuf derniers matchs de championnat, il marque à 5 reprises dont un doublé lors de la 38e journée. Son club termine la saison à la 5e place du championnat italien. Mauro Zárate finit, pour sa part, cette saison avec 9 buts et 7 passes décisives.

### Inter Milan
Le 31 août 2011, il est prêté à l'Inter Milan pour un an contre 2,7 M€, avec une option d'achat de 15 M€.

### Boca Juniors
Le 6 juillet 2018, il s'engage avec Boca Juniors.

### En sélection
Le 30 octobre 2014, il accepte de jouer pour la sélection chilienne.

## Vie personnelle
Sa mère est née en Italie, originaire de la ville de Catanzaro dans le sud de l'Italie. Mauro possède un passeport italien.
Trois de ses frères sont également footballeurs, Sergio, Ariel et Rolando.
Il est marié à la top-model argentine Natalie Weber avec qui il a une fille prénommée Mia née le 1er janvier 2012.

## Statistiques
| Saison                | Club                       | Championnat           | Championnat | Championnat | Coupe nationale | Coupe nationale | Coupe de la Ligue | Coupe de la Ligue | Supercoupe | Supercoupe | Compétition(s) continentale(s) | Compétition(s) continentale(s) | Compétition(s) continentale(s) | Total | Total |
| Saison                | Club                       | Division              | M.          | B.          | M.              | B.              | M.                | B.                | M.         | B.         | Comp.                          | M.                             | B.                             | M.    | B.    |
| 2005                  | Vélez Sársfield            | Tournoi d'ouverture   | 15          | 1           | -               | -               | -                 | -                 | -          | -          | -                              | -                              | -                              | 15    | 1     |
| 2006                  | Vélez Sársfield            | Tournoi de clôture    | 9           | 2           | -               | -               | -                 | -                 | -          | -          | -                              | -                              | -                              | 9     | 2     |
| 2006                  | Vélez Sársfield            | Tournoi d'ouverture   | 19          | 12          | -               | -               | -                 | -                 | -          | -          | -                              | -                              | -                              | 19    | 12    |
| 2007                  | Vélez Sársfield            | Tournoi de clôture    | 13          | 4           | -               | -               | -                 | -                 | -          | -          | CL                             | 2                              | 1                              | 15    | 5     |
| Sous-total            | Sous-total                 | Sous-total            | 56          | 19          | -               | -               | -                 | -                 | -          | -          | -                              | 2                              | 1                              | 58    | 20    |
| 2007-2008             | Al Sadd Doha               | Qatar Stars League    | 3           | 4           | -               | -               | -                 | -                 | -          | -          | -                              | -                              | -                              | 3     | 4     |
| 2007-2008             | Birmingham City (prêt)     | Premier League        | 14          | 4           | -               | -               | -                 | -                 | -          | -          | -                              | -                              | -                              | 14    | 4     |
| 2008-2009             | Lazio Rome (prêt)          | Série A               | 36          | 13          | 5               | 3               | -                 | -                 | -          | -          | -                              | -                              | -                              | 41    | 16    |
| Sous-total            | Sous-total                 | Sous-total            | 53          | 21          | 5               | 3               | -                 | -                 | -          | -          | -                              | -                              | -                              | 58    | 24    |
| 2009-2010             | Lazio Rome                 | Série A               | 32          | 3           | 2               | 1               | -                 | -                 | 1          | 0          | C3                             | 7                              | 4                              | 42    | 8     |
| 2010-2011             | Lazio Rome                 | Série A               | 35          | 9           | 1               | 0               | -                 | -                 | -          | -          | -                              | -                              | -                              | 36    | 9     |
| 2011-2012             | Inter Milan (prêt)         | Série A               | 22          | 2           | 2               | 0               | -                 | -                 | -          | -          | C1                             | 7                              | 1                              | 31    | 3     |
| 2012-2013             | Lazio Rome                 | Série A               | 1           | 0           | -               | -               | -                 | -                 | -          | -          | C3                             | 6                              | 1                              | 7     | 1     |
| Sous-total            | Sous-total                 | Sous-total            | 90          | 15          | 5               | 1               | -                 | -                 | 1          | 0          | -                              | 20                             | 5                              | 116   | 21    |
| 2013                  | Vélez Sársfield            | Inicial               | 9           | 5           | -               | -               | -                 | -                 | -          | -          | CS                             | 3                              | 2                              | 12    | 7     |
| 2014                  | Vélez Sársfield            | Final                 | 19          | 13          | -               | -               | -                 | -                 | -          | -          | CL                             | 4                              | 0                              | 23    | 13    |
| Sous-total            | Sous-total                 | Sous-total            | 28          | 18          | -               | -               | -                 | -                 | -          | -          | -                              | 7                              | 2                              | 35    | 20    |
| 2014-2015             | West Ham United            | Premier League        | 7           | 2           | -               | -               | 1                 | 0                 | -          | -          | -                              | -                              | -                              | 8     | 2     |
| 2014-2015             | Queens Park Rangers (prêt) | Premier League        | 4           | 0           | -               | -               | -                 | -                 | -          | -          | -                              | -                              | -                              | 4     | 0     |
| 2015-2016             | West Ham United            | Premier League        | 15          | 3           | 1               | 0               | 1                 | 1                 | -          | -          | C3                             | 4                              | 1                              | 21    | 5     |
| Sous-total            | Sous-total                 | Sous-total            | 26          | 5           | 1               | 0               | 2                 | 1                 | -          | -          | -                              | 4                              | 1                              | 33    | 7     |
| 2015-2016             | ACF Fiorentina             | Série A               | 15          | 3           | 1               | 0               | -                 | -                 | -          | -          | C3                             | 2                              | 0                              | 18    | 3     |
| 2016-2017             | ACF Fiorentina             | Série A               | 7           | 2           | 1               | 0               | -                 | -                 | -          | -          | C3                             | 1                              | 2                              | 9     | 4     |
| Sous-total            | Sous-total                 | Sous-total            | 22          | 5           | 2               | 0               | -                 | -                 | -          | -          | -                              | 3                              | 2                              | 27    | 7     |
| 2016-2017             | Watford FC                 | Premier League        | 3           | 0           | -               | -               | -                 | -                 | -          | -          | -                              | -                              | -                              | 3     | 0     |
| 2017-2018             | Al Nasr Dubaï (prêt)       | UAE Pro-League        | 8           | 3           | 5               | 0               | -                 | -                 | -          | -          | -                              | -                              | -                              | 13    | 3     |
| 2017-2018             | Vélez Sársfield (prêt)     | Primera División      | 13          | 8           | -               | -               | -                 | -                 | -          | -          | -                              | -                              | -                              | 13    | 8     |
| Sous-total            | Sous-total                 | Sous-total            | 24          | 11          | 5               | 0               | -                 | -                 | -          | -          | -                              | -                              | -                              | 29    | 11    |
| Total sur la carrière | Total sur la carrière      | Total sur la carrière | 246         | 94          | 18              | 1               | 2                 | 1                 | 1          | 0          | -                              | 36                             | 11                             | 303   | 107   |

### Palmarès
- Vainqueur du Champion d'Argentine de la Clausura 2005 avec le CA Vélez Sársfield
- Meilleur buteur de l'Apertura 2006 (16 buts, avec Rodrigo Palacio)
- Vainqueur de la Coupe du monde de football des moins de 20 ans 2007
- Vainqueur de la Coupe d'Italie 2008-09 avec la Lazio Rome
- Vainqueur de la Supercoupe d'Italie 2009-10 avec la Lazio Rome